# 李庄藏山祠
李庄藏山祠，位于山西省阳泉市盂县西潘乡李庄村，已列为山西省文物保护单位。

## 保护
2021年8月4日，李庄藏山祠由山西省人民政府公布为第六批山西省文物保护单位，编号6-67。